# Syrië
Syrië (Arabisch: سورية, Sūriyya), is een land in Azië. Het grenst in het westen aan de Middellandse Zee, in het noorden aan Turkije, in het oosten en zuidoosten aan Irak, in het zuiden aan Jordanië en in het zuidwesten aan Libanon en Israël. Een deel van Syrië, de Golanhoogvlakte, is door Israël geannexeerd. De Eufraat doorsnijdt het land van noordwest naar zuidoost. De hoofdstad is Damascus. Andere grote steden zijn Aleppo, Homs, Hama en Latakia.
De moderne Syrische staat werd opgericht na de Eerste Wereldoorlog als een Frans mandaatgebied. Het kreeg onafhankelijkheid in april 1946. De post-onafhankelijkheids-periode was tumultueus en een groot aantal militaire staatsgrepen en pogingen ertoe vonden plaats tussen 1949 en 1971. Tussen 1958 en 1961 vormde Syrië een unie met Egypte, die beëindigd werd door een militaire coup.
Tussen 2000 en 2024 was Bashar al-Assad de president van Syrië, die zijn vader Hafiz al-Assad na diens dood in 2000 opvolgde. Voorjaar 2011 begon een vreedzame opstand tegen de Syrische overheid, die uiteindelijk uitmondde in een burgeroorlog met meer dan 586.000 doden en 5,6 miljoen mensen het land heeft doen ontvluchten. Syrië is lid van de Arabische Liga, maar was, vanwege de burgeroorlog, geschorst van 16 november 2011 tot 7 mei 2023.
Op 8 december 2024 vluchtte de toenmalige president Bashar al-Assad naar Rusland en heeft daar asiel aangevraagd, nadat rebellen de macht in meerdere steden hadden overgenomen waaronder de hoofdstad Damascus.

## Naam
De naam Syrië is afgeleid van de oude Griekse naam voor Syriërs, Σύριοι, of Σύροι, die de Grieken toepasten op de oorspronkelijke inwoners van het gebied, de Arameeërs. Vermoed wordt dat de naam is afgeleid van de Aramese koning Syros. De Arameeërs zijn een van de eerste volkeren die zich tot het christendom bekeerden. Nadat ze zich bekeerden tot het christendom in de eerste eeuw namen de Arameeërs de Griekse term "Syriërs" (Suryoye) over als zelfaanduiding, omdat de oude naam in verband werd gebracht met hun heidense geloof waar ze afstand van gedaan hadden. De termen Syriërs en Arameeërs worden vaak als synoniemen gebruikt. In de NBG Bijbelvertaling spreekt men van de Arameeërs, in de Statenvertaling van Syriërs. Het Nederlandse woord "Syrisch" betreft, enigszins verwarrend, twee onderscheiden zaken: de ene, het – christelijk-Aramese – geestelijk erfgoed dat verder reikt dan het land Syrië, en de andere, alles wat met het land Syrië te maken heeft. De naam Syrië werd van de oudheid tot de Eerste Wereldoorlog gebruikt voor het gebied tussen de hele oostkust van de Middellandse Zee (de Levant) en de Eufraat. Dit Groot-Syrië omvatte dus ook de huidige staten Libanon, Jordanië, Israël, Palestina plus aangrenzende streken in Turkije.

## Geschiedenis van Syrië

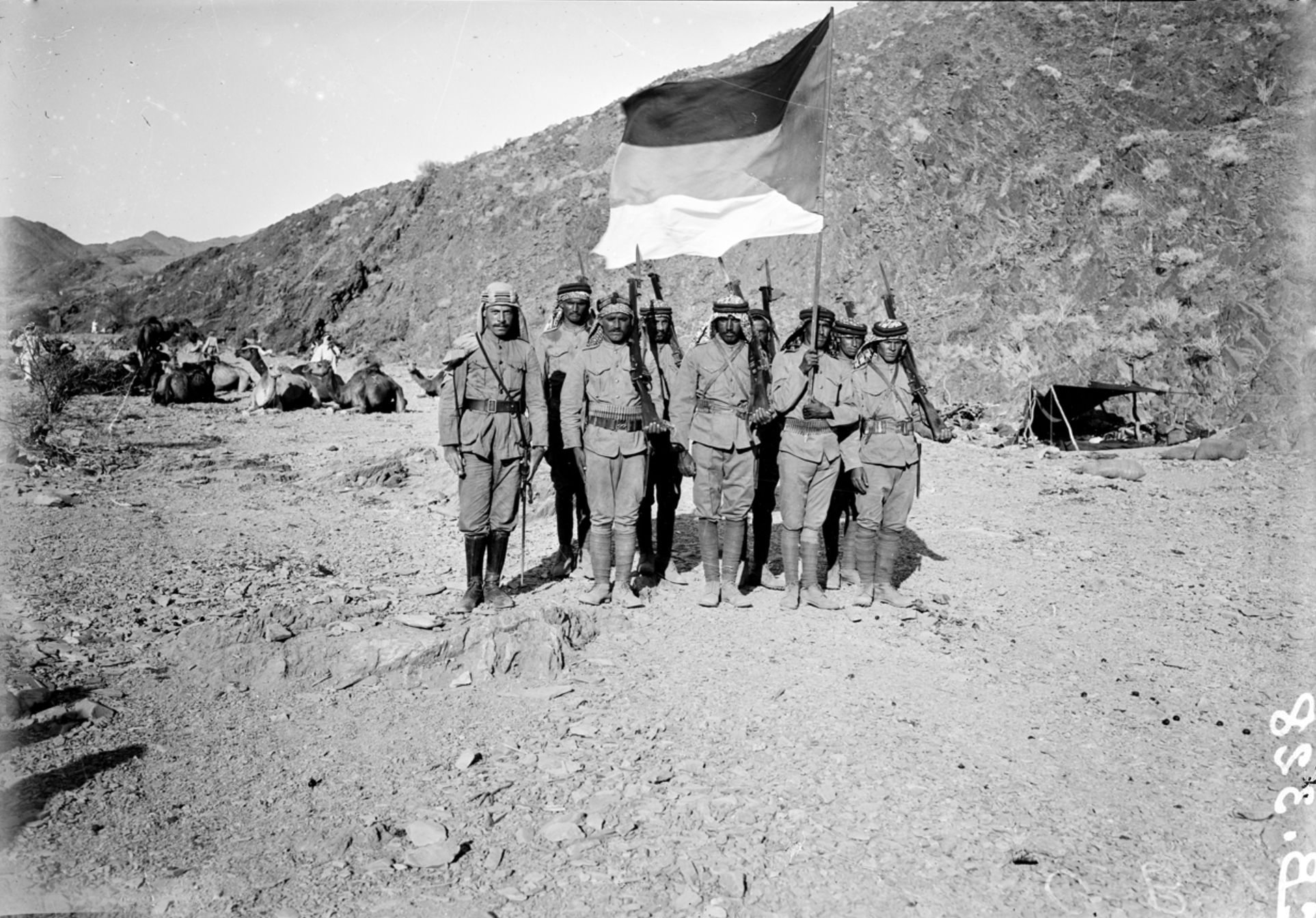
De Arabieren kwamen tijdens de Eerste Wereldoorlog in opstand tegen de Turken.

In het Oude Testament werd Syrië Aram genoemd. Damascus werd dan ook Aram-Damascus genoemd. Diverse Aramese stadstaten domineerden het oude Syrië zoals Bît-Agushi, Sam'al en Aram-Damascus. In 2 Sam. 8 lezen we hoe koning David de Arameeërs versloeg. Maar lang heeft Israël Aram niet onder de duim kunnen houden. Benhadad, de koning van Aram (Syrië) deed telkens invallen in Israël. Hij belegerde zelfs een keer Samaria waardoor er een grote hongersnood in de stad ontstond. Ook de Aramese/Syrische koning Hazaël begint direct na zijn troonsbestijging invallen te doen in Israël.
Syrië werd achtereenvolgens veroverd en bestuurd door de Perzische Achaemeniden, die in de 4e eeuw v. Chr. verslagen werden door Alexander de Grote. Zijn opvolgers, de Seleuciden, regeerden enkele eeuwen. In 63 v. Chr. veroverde de Romeinse generaal Pompeius Syrië. De Romeinen maakten het gebied tot een provincia van hun rijk: Syria.
In de late oudheid bleef het gebied een twistpunt tussen de Romeinen en de Perzische Sassaniden. Antiochië was de traditionele uitvalsbasis van de Romeinse legers in hun veldtochten tegen de Perzen. De Limes Arabicus vormde de grens met de Perzen. Nisibis, nu net over de grens met Turkije gelegen, vormde de belangrijkste grensplaats tussen het Romeinse Rijk en het Perzische rijk.
In de 7e eeuw veroverden de Arabieren het land tijdens de Slag bij de Jarmuk in 636. De Arabische dynastie van de Omajjaden regeerde vanuit Damascus ruim een eeuw over het Arabische Rijk. De Omajjaden bouwden de beroemde Omajjadenmoskee in Damascus. In 749 werden de Omajjaden verslagen door de Abbasiden en verloor Damascus zijn belangrijke betekenis. Het centrum van de islamitische macht verschoof naar Mesopotamië.
Het gebied wat nu Syrië is werd in de 11e eeuw veroverd door de Turkse Seltsjoeken, vervolgens door de tot de islam bekeerde Mongolen, de Egyptische mammelukken en in de zestiende eeuw door de Ottomanen. De Ottomanen zouden blijven regeren tot in de Eerste Wereldoorlog (1914-1918).
In de Eerste Wereldoorlog veroverden de geallieerden (Fransen en Engelsen), gesteund door Arabische opstandelingen, het gebied. Gedurende een korte tijd was Syrië een onafhankelijk koninkrijk, maar al snel werd het een mandaatgebied van de Fransen, die de afsplitsing van Libanon bewerkstelligden. Dit werd overeengekomen op de Conferentie van San Remo, eind april 1920. Het Syrische leger werd de genadeklap toegebracht in de Slag bij Maysaloun op 24 juli 1920.
Het oorspronkelijke Frans Mandaat Syrië bevatte naast het huidige Libanon, ook de Republiek Hatay, voorheen bekend als de Sandjak van Alexandretta. Dit gebied is de huidige Turkse provincie Hatay. De Fransen bleven in Syrië tot april 1946.

### Geschiedenis van het christendom in Syrië

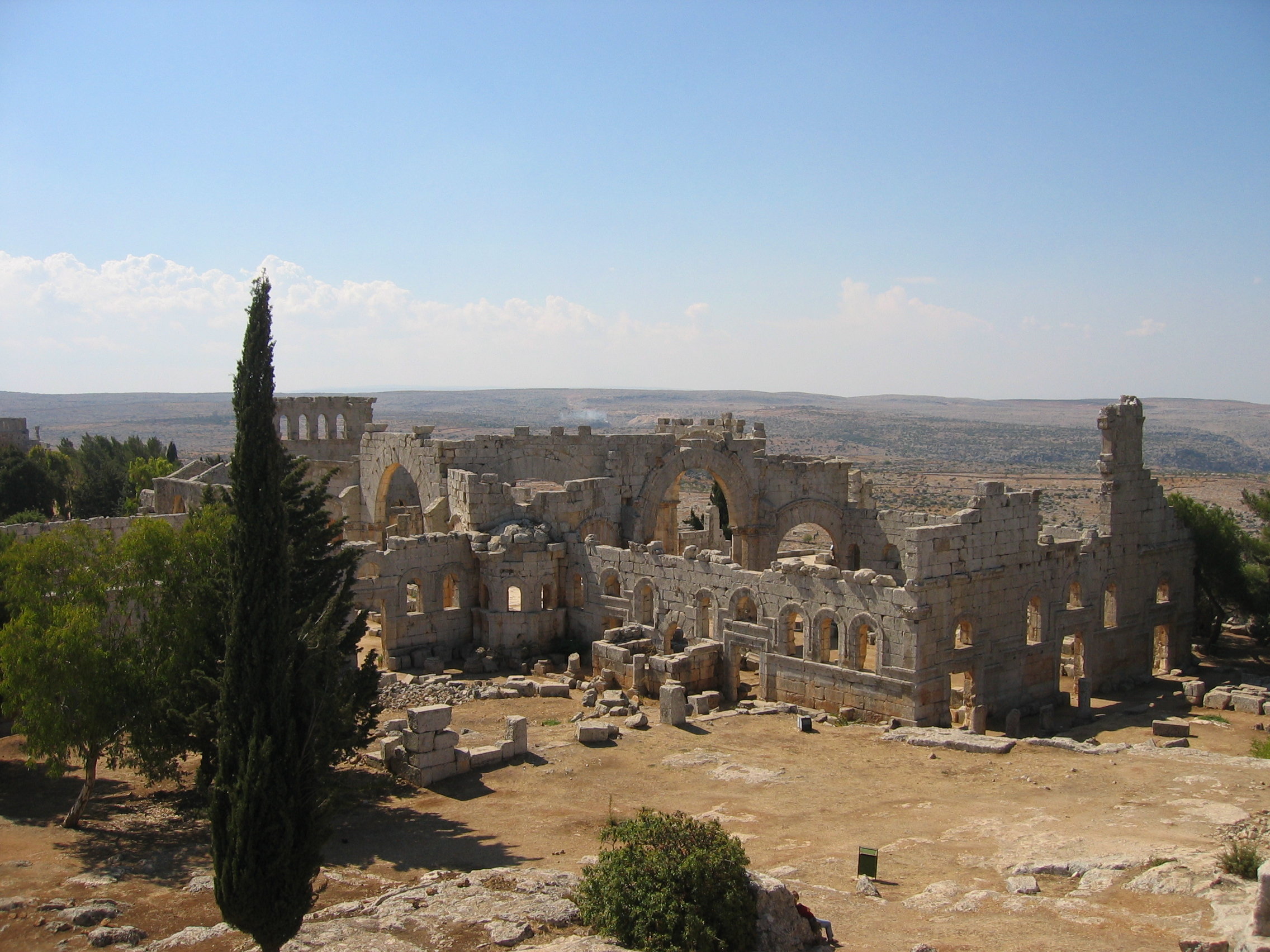
Qalat Semaan in het gebied van de Dode steden in Syrië.

Syrië wordt wel de bakermat van het christelijk geloof genoemd, omdat de apostel Paulus hier zijn zendingstocht door Klein-Azië begon. Bekend uit het Bijbelboek Handelingen van de apostelen is het verhaal dat Paulus, de joodse christenvervolger, op weg naar Damascus een visioen kreeg, zich bekeerde en vervolgens het christendom ging prediken. In Syrië vindt men de vroegste christelijke kerken, zoals de Huiskerk van Dura Europos. Thans is circa 10 procent van de bevolking christen.
In het bergstadje Ma'loula (50 kilometer van Damascus) spreken de christelijke inwoners nog de taal die Jezus gesproken zou hebben, het Aramees. In de rotskerkjes van de kloosters, gewijd aan de heiligen Sergius en Taqla, hangen oude iconen die regelmatig worden uitgeleend voor belangrijke tentoonstellingen in Europa.
Na de islamitische verovering van Syrië in 636, baden moslims en christenen zij aan zij tot 705. In die tijd leefde ook de christelijke theoloog en laatste kerkvader Johannes Damascenus, die een belangrijke rol speelde aan het hof van de kalief. In 705 werd de Kerk van Johannes de Doper afgebroken en vervangen door de Omajjaden moskee. Hier worden ook de relieken van Johannes de Doper vereerd. Voor moslims is Johannes - net als Jezus - een belangrijke profeet.
De volgende patriarchaten zijn in Damascus gevestigd: het oosters-orthodoxe Patriarchaat van Antiochië, het oosters-katholieke patriarchaat van de Melkitische Grieks-Katholieke Kerk en het patriarchaat van de Syrisch-Orthodoxe Kerk.

### Onafhankelijke Syrische Republiek

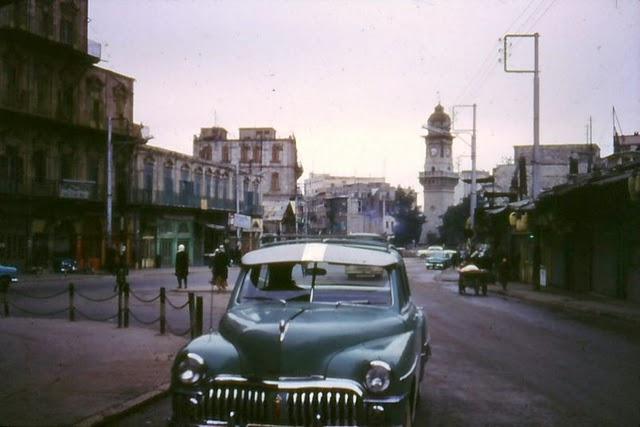
Aleppo in 1961.

In 1946 werd de Syrische Republiek onafhankelijk. Onafhankelijk Syrië werd een republiek die, gesteund door de Sovjet-Unie, toenadering zocht tot andere Arabische landen. Van 1958 tot 1961 vormde Syrië een staatkundige eenheid met Egypte als de Verenigde Arabische Republiek (VAR). In 1961 maakte een militaire coup een einde aan de VAR.

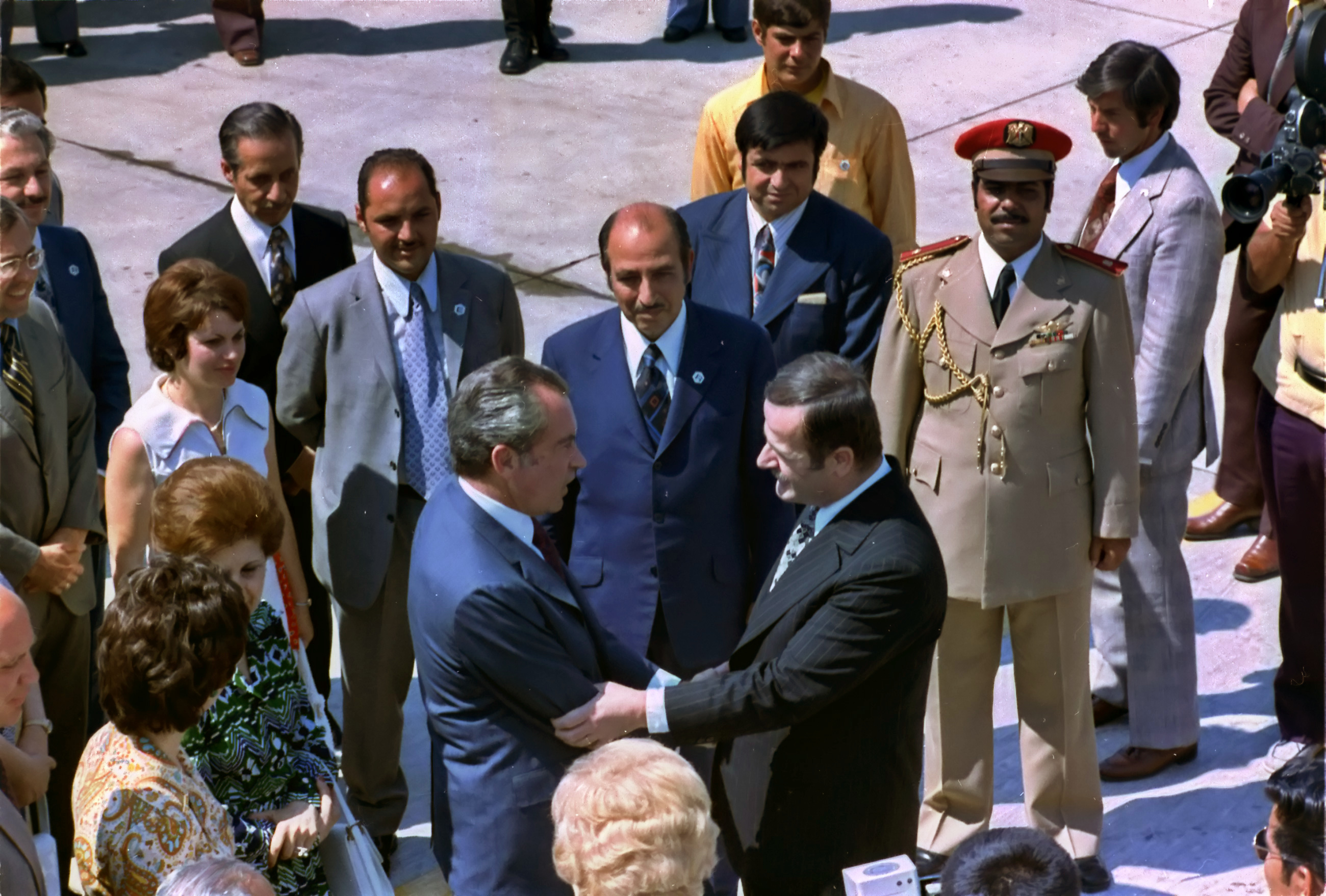
Hafez al-Assad begroet Richard Nixon bij de luchthaven van Damascus in 1974.

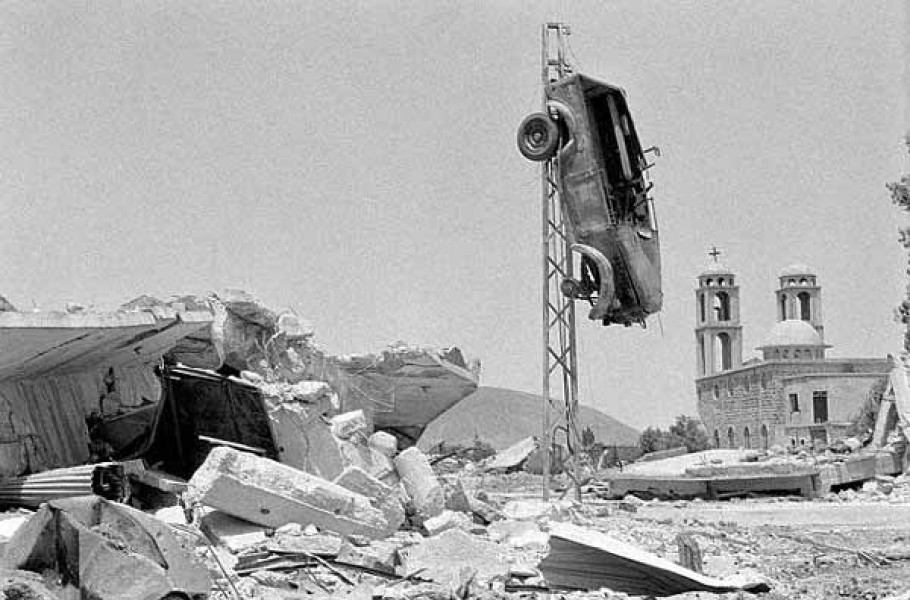
Quneitra, grotendeels vernietigd voor de Israëlische terugtrekking in juni 1974.

 In 1963 kwam de Ba'ath-partij, via een nieuwe staatsgreep, aan de macht in Syrië en werd de noodtoestand uitgeroepen. In 1967 werd Syrië betrokken in de Zesdaagse Oorlog tussen een Arabische coalitie en Israël. Syrië verloor de Golanhoogten aan Israël.

#### Hafiz al-Assad
Aan de politieke instabiliteit kwam een einde toen in 1970 Hafiz al-Assad een coup pleegde en president werd. Al-Assad behoorde tot een etnische en religieuze minderheid, de Alawieten. Hij bleef president tot zijn dood in 2000. Deelname aan de Jom Kipoeroorlog in 1973 en inmenging in de Libanese Burgeroorlog (1975-1990) leverden weinig tastbaar resultaat op, maar Syrië bleef wel een machtsfactor in de regio. Het terugkrijgen van de Golanhoogten van Israël, op welke manier dan ook, blijft een hoofddoelstelling van de buitenlandse politiek, naast een oplossing van het Arabisch-Israëlisch conflict en het vergroten van de invloed in Libanon.
Op 2 februari 1982 had een van de zwartste pagina's van de moderne Syrische geschiedenis plaats in de stad Hama, een bolwerk van de Moslimbroederschap. Deze laatsten waren tegen de seculiere socialistische Ba'ath-regering. Zij konden rekruteren uit de soennitische meerderheid van de bevolking, terwijl de Syrische Ba'ath-regering steunde op een alawitische minderheid van ongeveer 10%. De Moslimbroederschap ging ook gewelddadig te werk. In februari 1982 kon zelfs van een gewapende opstand gesproken worden. President Assad ging de strijd met de Moslimbroederschap aan. Dit leidde tot een opstand, die bloedig de kop werd ingedrukt. Het leger maakte met artillerie en bulldozers een deel van Hama met de grond gelijk. Er werden ongeveer 20.000 mensen gedood. Sindsdien is er geen sprake meer geweest van enige serieuze oppositie.

#### Bashar al-Assad
Na de dood van Hafiz in 2000 nam zijn zoon Bashar al-Assad de macht over. Bashar volgde op dat ogenblik een specialisatie tot oogarts in Londen. Oorspronkelijk was zijn oudere broer, Bassel al-Assad, bestemd om vader Hafiz op te volgen, maar hij overleed vóór zijn vader als gevolg van een auto-ongeluk. Bashar al-Assad bleef in grote lijnen het beleid van zijn vader voortzetten.
Ten tijde van de Irakoorlog vluchtten Irakezen naar Syrië om het escalerende sektarische geweld te ontvluchten tussen sjiieten en soennieten en het verzet tegen het nieuwe regime na de val van Saddam Hoessein.
Nadat eind 2010 in Tunesië demonstraties begonnen en daarbij Ben Ali werd verjaagd verspreidden de demonstraties zich door de hele regio waaronder in Syrië. Volgens de oppositie werd er door de regering op vreedzame demonstranten geschoten. In november 2011 dreigde de Arabische Liga Syrië met sancties vanwege het "hardhandig neerslaan van de protesten" De Turkse premier Erdoğan en de Jordaanse koning Abdoellah maakten kenbaar dat zij wilden dat Assad vertrok. In reactie op de demonstraties kondigde Assad hervormingen aan. Er werd een nieuwe grondwet aangenomen waarin niet langer stond dat de Ba'ath-partij, een Arabisch nationalistische en socialistische partij, de staat en de samenleving leidt en dat er ook andere politieke partijen mochten gevormd worden die niet lid zijn van het National Progressive Front, wel mochten partijen niet gebaseerd zijn op religie of etnische basis. Vervolgens werden er in 2012 parlementsverkiezingen gehouden waarbij ook partijen die niet lid waren van het NPF-zetels wonnen. 
Door velen werden de verkiezingen van 2012 als oneerlijk beschouwd. De demonstraties veranderde al snel in een burgeroorlog waarbij het Syrische Arabische Leger van president Assad en pro-Assad milities de rebellen, door de regering gezien als "terroristen", met grof geweld bestrijden. Volgens critici van Assad worden hierbij ook burgerdoelen in alle delen van het land, onder meer in de plaatsen Daraa en Hama, aangevallen. Syrië en zijn bondgenoten Rusland, Volksrepubliek China en Iran schrijven de opstand en het geweld toe aan een jihad door intolerante islamisten en salafistische terroristen, streng-wahabitische monarchieën zoals Qatar en Saoedi-Arabië, Frankrijk, en wapenleveringen vanuit de Verenigde Staten, de NAVO, Israël en Turkije. De Verenigde Naties heeft zowel de Syrische regering als de rebellen beschuldigd van misdaden tegen de menselijkheid.
Assad verklaarde in november 2012 tegenover RT, dat er in Syrië geen sprake is van een Syrische Burgeroorlog, maar van pogingen tot buitenlandse inmenging door regionale en internationale grootmachten, salafistisch extremisme en van terrorisme tegen de staat. Hij verklaarde nooit onder buitenlandse druk afstand te zullen doen van het presidentschap tenzij via algemene vrije verkiezingen door de Syrische bevolking in 2014. President Assad verklaarde tegenover de Armeens-Russische journaliste in Syrië te willen blijven, leven en ook sterven. Tevens verklaarde hij de weg van onderhandelingen met geweldloze oppositiepartijen en geleidelijke democratische transitie te willen volgen om zo niet de weg vrij te laten voor islamistische extremisten en „imperialistische” plannen met het Midden-Oosten en de belangrijke en olierijke Arabische wereld. In 2014 werden er presidentsverkiezingen gehouden waarbij ook andere kandidaten dan Assad mochten meedoen, hij won die verkiezingen volgens de Syrische autoriteiten met 88,7% van de stemmen.
Op 27 november 2024 lanceerde Hayat Tahrir al-Sham (HTS), samen met andere rebellenfacties, een grootschalig offensief tegen de Syrische regeringstroepen in Aleppo. Dit offensief, bekend als "Afschrikking van Agressie", was een reactie op de toegenomen beschietingen door het Syrische leger op het platteland van westelijk Aleppo.
Binnen enkele dagen wisten de rebellen aanzienlijke gebieden te veroveren, waaronder strategische steden en dorpen. Op 30 november 2024 hadden de rebellen de controle over Aleppo grotendeels overgenomen, wat leidde tot een nieuwe fase in de Syrische burgeroorlog. De snelle opmars van de rebellen werd gekenmerkt door hevige gevechten en aanzienlijke verliezen aan beide zijden. Ondanks tegenaanvallen en luchtsteun van Russische troepen, slaagden de rebellen erin hun positie te versterken en de Syrische regeringstroepen terug te dringen. 
Op 4 december 2024 hebben de rebellen, geleid door Hayat Tahrir al-Sham (HTS), de strategisch belangrijke stad Hama ingenomen. Deze overwinning wordt wat nog belangrijker beschouwd wordt dan de val van Aleppo, gezien de strategische ligging van Hama en de impact op de machtsverhoudingen in Syrië. De inname van Hama markeert een cruciale stap in de opmars van de rebellen tegen het regime van Bashar al-Assad.
Op 6 december 2024 bereikte de Syrische rebellengroep Hayat Tahrir al-Sham (HTS) de stad Homs, na een snelle opmars vanuit Aleppo. Dit offensief markeert een van de grootste tegenaanvallen van een Syrische rebellenbeweging in jaren. HTS-leider Abu Mohammad al-Jolani verklaarde dat het doel van de opmars het omverwerpen van het regime van president Bashar al-Assad is. De inname van Homs zou strategisch belangrijk zijn, aangezien het de verbindingen naar Damascus en de Russische militaire bases aan de kust zou afsnijden.
De opmars ging verder naar het zuiden, en op 7 december viel de stad Daraa. De val van Damascus op 8 december was het hoogtepunt van deze snelle opmars. De rebellen slaagden erin om de controle over de stad te verkrijgen na hevige gevechten.
De rebellen, geleid door de islamitische militie Hayat Tahrir al-Sham (HTS), begonnen zaterdag met een snelle opmars richting Damascus. Op zondag wisten ze de hoofdstad te veroveren. Op de Syrische televisie kondigden de rebellen aan dat ze het regime van Bashar al-Assad hebben omvergeworpen en de hoofdstad hebben bevrijd 

De rebellen van Hayat Tahrir al-Sham (HTS), het Syrische Nationale Leger (SNA) en andere fracties hadden na een reeks snelle overwinningen de Syrische Hoofdstad Damascus ingenomen op 8 december 2024. Deze gebeurtenis betekent het einde van het regime van president Bashar al-Assad. Na ruim 13 jaar burgeroorlog lijkt een einde te komen aan het dictatorschap van Bashar al-Assad, en dit na 25 jaar. President Bashar al-Assad, geconfronteerd met de onvermijdelijke nederlaag, vluchtte uit de stad en het land naar Moskou, waar de Russische overheid hem en zijn gezin asiel verleende.

Rebellen poseren voor de beroemde citadel van Aleppo

#### Ahmed Hussein al-Sharaa
De nieuwe leider van Syrie Ahmed Hussein al-Sharaa, beter bekend onder zijn schuilnaam Abu Mohammad al-Julani belooft een nieuw Syrië met oog voor minderheden. Desondanks vinden tijdens zijn regering grootschalige incidenten plaats zoals bloedbaden op de Alewieten (2.191 doden tussen 6 tot 27 maart 2025) en de Druzen (meer dan 1.000 doden tussen 10 en 20 juli). Beide claims zijn afkomstig van het Syrisch Observatorium voor de Mensenrechten.

## Staatsinrichting en politiek

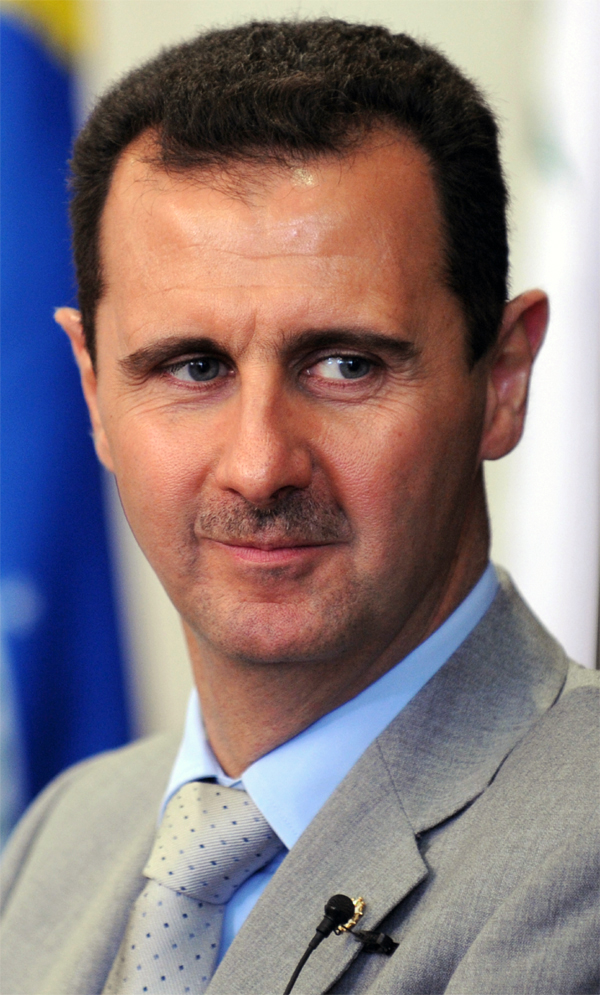
De naar Rusland gevluchte voormalige President, Bashar al-Assad (2000-2024).

### Staatsinrichting
Syrië is volgens de grondwet van 2012 een seculiere democratische staat. De Arabische Republiek Syrië maakt deel uit van de Federatie van Arabische Republieken en van het "Arabisch Vaderland". Weliswaar zijn vrijheid van meningsuiting, van godsdienst en persoonlijke vrijheid in de grondwet gegarandeerd, maar in de praktijk wordt Syrië sterk autocratisch geregeerd. De meedogenloze Syrische geheime politie en tevens militaire inlichtingendienst Mukhabarat (voluit Shu'bat al-Mukhabarat al-Askariya) wordt alom gevreesd. Men heeft in de grondwet een clausule ingevoerd die bepaalt dat de president een moslim moet zijn, waarbij een imam moest verklaren dat een alawiet een moslim is. Hafez al-Assad was immers een alawiet.
De belangrijkste politieke partij van Syrië is de Arabische Socialistische Ba'ath-partij. Tot nu toe is de president van de republiek altijd ook secretaris-generaal van de Ba'ath-partij geweest. De Ba'ath-partij is een seculiere partij, die zich beroept op de Arabische tradities (islamitische, joodse en christelijke) en de Arabische eenheid. Voorheen streefde de Ba'ath-partij naar een socialistische maatschappij-opbouw. De Ba'ath-partij, de Arabische Socialistische Partij en andere nationalistische en sociaaldemocratische partijen maken deel uit van een alliantie, het Nationaal Progressief Front (NPF). Het NPF zou de massa verenigen en het Arabische ideaal, een Arabisch vaderland, dichterbij proberen te brengen. De alliantie wordt gedomineerd door de Ba'ath-partij.
De Volksraad, het parlement (of majlis), wordt om de vier jaar gekozen door alle volwassen Syriërs.
Het staatshoofd van Syrië is de president. Van 2000 tot 2024 was dit Bashar al-Assad. De president wordt om de zeven jaar gekozen en kon tot 2012 telkens herkozen worden. In dat jaar vond er een grondwetswijziging plaats waardoor er een termijnlimiet van twee keer zeven jaar van kracht werd. Bij het enige referendum over de huidige president en de vijf referenda over de vorige president, vader Hafez al-Assad, waren er geen tegenkandidaten. De president heeft voor een groot deel de uitvoerende macht in handen. Het kabinet werd tot 23 juni 2012 voorgezeten door een minister-president (Muhammad Naji al-Otari). In het voorjaar van 2011 nam het kabinet van de minister-president ontslag wegens aanhoudende betogingen voor meer democratie. Bashar al-Assad stelde Adel Safar (oud-minister van Landbouw) aan om een nieuwe ministerploeg te presenteren. Op 23 juni 2012 presenteerde Syrië een nieuw kabinet onder leiding van premier Riyad Farid Hijab. Hijab ontvluchtte het land echter op 6 augustus 2012. Hij werd op 9 augustus dat jaar opgevolgd door Wael al-Halki die in 2016 werd vervangen door Imad Khamis. In 2020 werd eerste-minister Hussein Arnous aangesteld.
Na de parlementsverkiezingen in 2024 werd Arnous op 14 september opgevolgd door Mohammad Ghazi al-Jalali, maar lang bleef hij niet aan. Op 9 december 2024 droeg hij de macht over aan Syrische rebellen na hun verovering van Damascus. Zij stelden Mohammed al-Bachir aan als eerste-minister van een overgangsregering die zeker tot 1 maart 2025 zal aanblijven. 

### Leger
De president van Syrië is opperbevelhebber van de Syrische strijdkrachten, die bestaat uit 400.000 manschappen bij volledige mobilisatie. Het leger maakt gebruik van dienstplichtigen. Mannen dienen in het leger zodra ze 18 jaar worden. De verplichte periode nam steeds meer af, in 2005 van twee en een half jaar tot twee jaar, in 2008 tot 21 maanden en in 2011 tot anderhalf jaar. Ongeveer 20.000 Syrische soldaten zaten in Libanon tot 27 april 2005, toen de laatste Syrische troepen het land verlieten na bijna drie decennia, dat wil zeggen sinds de Syrische inmenging in 1976 in de Libanese Burgeroorlog.
Syrië ontving financiële steun van Arabische Golfstaten als gevolg van de deelname van het land aan de Perzische Golfoorlog tegen Irak. Dit dekte een aanzienlijk deel van de militaire uitgaven.
Het uiteenvallen van de Sovjet-Unie in 1991, lang de belangrijkste leverancier van training, materiaal en krediet voor de Syrische troepen, heeft het vermogen van Syrië om moderne militaire uitrusting aan te schaffen bemoeilijkt. Het land heeft een arsenaal van grond-grondraketten.

### Bestuurlijke indeling
Syrië is onderverdeeld in 14 gouvernementen, die weer zijn onderverdeeld in 61 districten, die verder zijn onderverdeeld in subdistricten.
|    | Nummer      | Gouvernement | Hoofdstad |
| -- | ----------- | ------------ | --------- |
|    |             |              |           |
| 1  | Latakia     | Latakia      |           |
| 2  | Idlib       | Idlib        |           |
| 3  | Aleppo      | Aleppo       |           |
| 4  | Al-Raqqah   | Ar-Raqqah    |           |
| 5  | Al-Hasakah  | Al-Hasakah   |           |
| 6  | Tartus      | Tartus       |           |
| 7  | Hama        | Hama         |           |
| 8  | Deir ez-Zor | Deir ez-Zor  |           |
| 9  | Homs        | Homs         |           |
| 10 | Damascus    | –            |           |
| 11 | Rif Dimashq | –            |           |
| 12 | Quneitra    | Quneitra     |           |
| 13 | Daraa       | Daraa        |           |
| 14 | Al-Suwayda  | As-Suwayda   |           |

### Buitenlandse betrekkingen

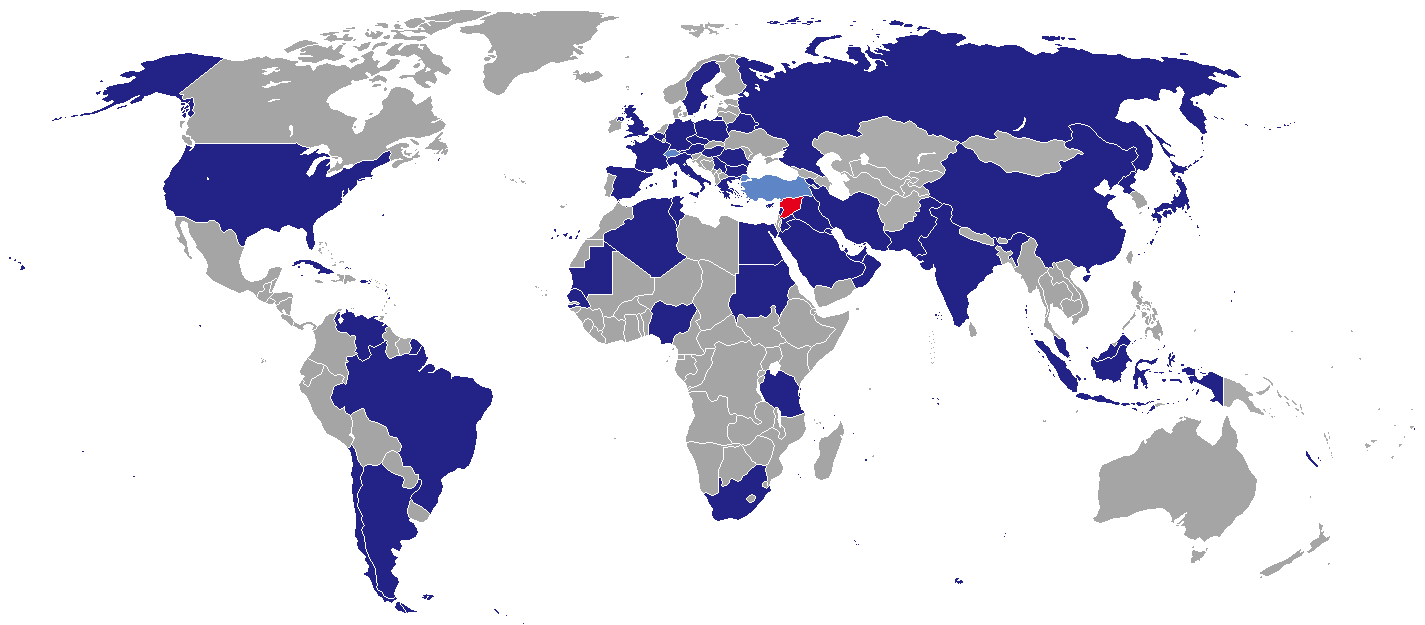
Diplomatieke missies van Syrië.

Syrië heeft nauwe banden met de landen van de Arabische Liga, met Iran en met Rusland. Vanwege de burgeroorlog was het land geschorst vanaf 16 november 2011. Op 7 mei 2023 herstelde de Liga het lidmaatschap van Syrië. De lidstaten beseften dat Assad voorlopig nog wel president zou blijven. Ook had het isoleren van Assad nadelige gevolgen voor de lidstaten: veel mensen ontvluchtten Syrië en er was sprake van drugssmokkel. Na de val van Assad is er nog veel onduidelijk hoe de relatie zal zijn tussen de nieuwe machthebbers in Syrië met andere staten.
De banden met Rusland gaan terug tot ver in de tijd van de Sovjet-Unie. Rusland heeft een marinebasis in de Syrische havenplaats Tartous. Rusland steunt Syrië vaak binnen de Verenigde Naties.
De Europese Unie onderhield banden met Syrië, de Europese Unie helpt na het Barcelona-proces landen rond de Middellandse Zee financieel. De Europese Unie bleef kritisch op de Syrische mensenrechtensituatie. Ook de Verenigde Staten en Syrië onderhouden diplomatieke betrekkingen. Amerikanen gaven tijdens het begin en midden van de burgeroorlog aan dat zij graag zien dat Bashar al-Assad vertrekt en dat de VS hem niet meer erkennen als staatshoofd. Inmiddels is de VS hierop teruggekomen.
Syrië heeft geen diplomatieke relaties met Israël, maar af en toe vonden via een bemiddelaar wel gesprekken plaats met de Israëliërs.
Ten slotte onderhoudt Syrië nauwe banden met de Libanese Hezbollah. Tot 2012 onderhield Syrië een nauwe band met de Palestijnse beweging Hamas. De band werd echter verbroken nadat deze beweging haar steun voor de Syrische rebellen verklaarde.

### Mensenrechten
Volgens verschillende organisaties worden in Syrië regelmatig mensenrechten geschonden. De noodtoestand, die tot april 2011 van kracht was, gaf de politie en de geheime diensten de macht om mensen op te pakken en zonder vorm van proces op te sluiten. Amnesty International heeft gerapporteerd dat in zowel de gevangenissen van de rebellen als de regering wordt gemarteld.

## Demografie

### Bevolking
Syrië kent, zoals zijn buurlanden, een zeer diverse bevolkingssamenstelling:
| Etnische/Religieuze Minderheid | Aantal            | Bevolkingsaandeel in %                                  |
| ------------------------------ | ----------------- | ------------------------------------------------------- |
| Arabieren                      | 14 miljoen        | 92% (christenen, alawieten, soennieten alsook sjiieten) |
| Alawieten                      | 2,8 miljoen       | 12% (etnische Arabieren)                                |
| Christenen                     | 2,6 miljoen       | 10% (etnische Arabieren, Armeniërs, Arameeërs, Grieken) |
| Druzen                         | 675 duizend       | 3% (etnische Arabieren)                                 |
| Koerden                        | 2,3 miljoen       | 9% (met name soennieten, enkele jezidi's)               |
| Palestijnen                    | 400 duizend       | 1,5% (etnische Arabieren, veelal soennieten)            |
| Sjiieten                       | 270 duizend       | 1% (etnische Arabieren)                                 |
| Turkomannen                    | 0,5 - 3,5 miljoen | 6% (veelal soennieten)                                  |
| Tsjerkessen                    | 150 duizend       | 0,5% (veelal soennieten)                                |

Door een arabiseringspolitiek en het feit dat er bij de volkstellingen gevraagd werd naar religie en niet naar etniciteit zijn de percentages in de tabel schattingen en is het bijvoorbeeld niet duidelijk hoeveel Turkomannen er juist zijn.
In de 20e eeuw is de bevolking van Syrië zo goed als vertwintigvoudigd.

### Talen
Arabisch is de officiële taal en het Syrisch-Arabisch is de meest gesproken taal. Koerdisch wordt veel gesproken in de Koerdische gebieden van Syrië. Veel (hoger) opgeleide Syriërs spreken ook Frans of Engels. Onder de Armenen en Turkomannen wordt ook Armeens respectievelijk een Turks dialect gesproken.
Voor de opkomst van het Arabisch was Aramees de lingua franca van de regio en deze taal wordt nog steeds gesproken door Arameeërs voornamelijk in het noorden van het land. Het Syrisch-Aramees wordt nog steeds gebruikt in de liturgie van enkele kerken. Bijzonder is ook dat het westers neo-Aramees nog steeds wordt gesproken in het dorpje Ma'loula en enkele buurdorpjes.

### Religie

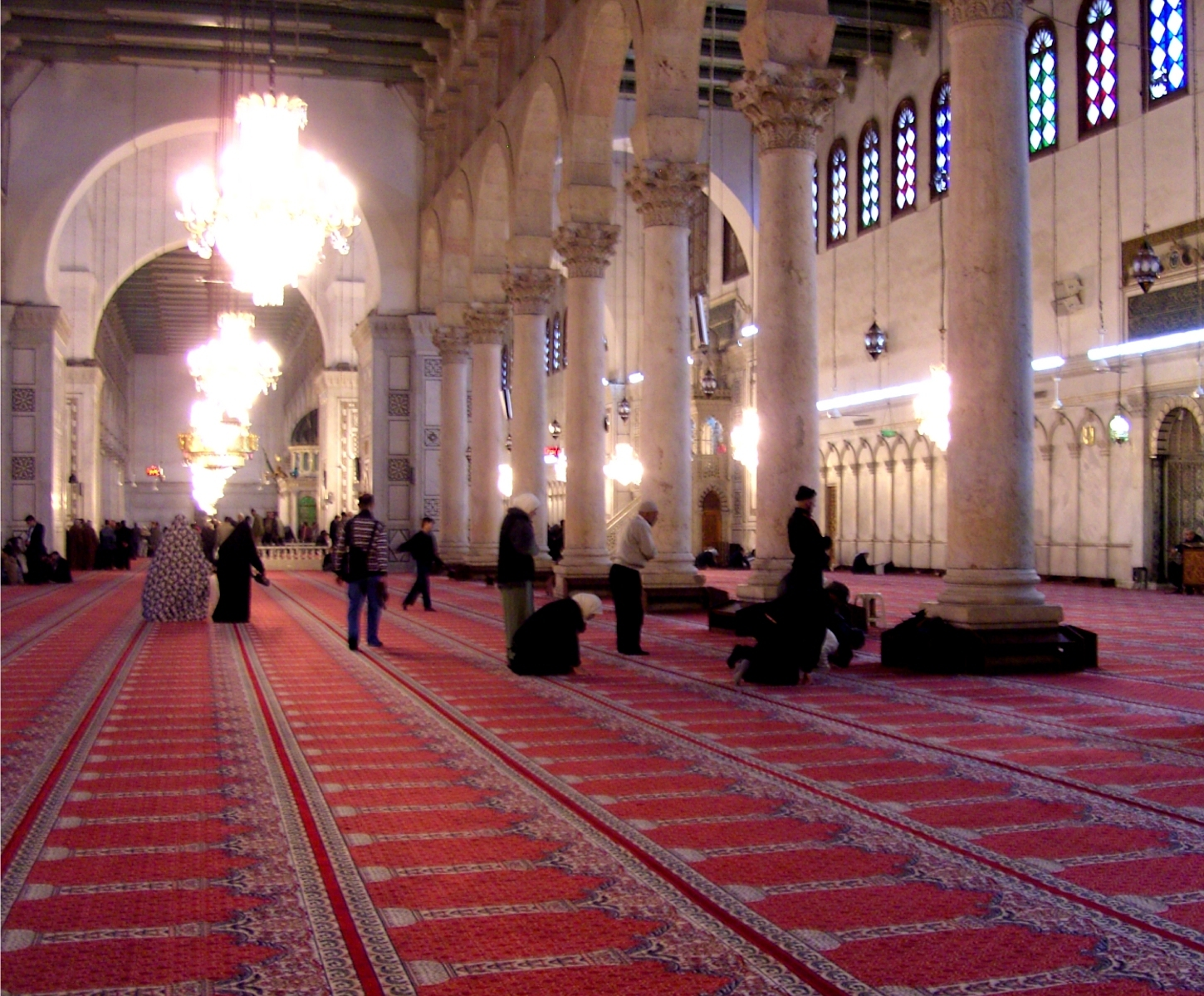
Enkele moslims bidden in de Grote moskee van Damascus. De zuilen op de foto zijn oorspronkelijk afkomstig van de Romeinse tempel van Jupiter.

Van de bevolking is 87% moslim en 10% christen. In afwijking van de meeste andere Arabische landen is de islam geen staatsgodsdienst, maar wel de publieke religie en de sharia is een belangrijke bron van het Syrische recht. De identiteit van Syrië is echter vanouds nadrukkelijk Arabisch, en pas in de tweede plaats islamitisch. Christenen hebben tijdens de regeerperiodes van de beide Assads grote vrijheid genoten en de inheemse kerken kunnen relatief gemakkelijk nieuwe kerken bouwen.
Het grootste deel van de moslims behoort tot de soennitische moslims. Daarnaast zijn er andere islamitische minderheden waartoe 13% van de bevolking behoort. De islamitische minderheden zijn de alawieten (een stroming die vaak tot de sjiieten gerekend wordt), waartoe ook president Assad behoort (ook noessairi's genoemd) (circa 7%) en de ismaëlieten (circa 1,5%). Er zijn ook druzen (circa 2%).
De christenen in Syrië vormen tegenwoordig 10% van de Syrische bevolking. Eerder was hun bevolkingsaandeel veel hoger, maar hun aandeel is sinds de jaren 1960 sterk gekrompen, als gevolg van migratie. De meeste christenen in Syrië behoren tot het Grieks-orthodox patriarchaat van Antiochië, gevolgd door de Melkitische Grieks-Katholieke Kerk, de Syrisch-Orthodoxe Kerk van Antiochië en de Armeens-Apostolische Kerk. Daarnaast zijn er kleinere christelijke denominaties zoals de protestanten, Syrisch-Katholieke Kerk, Chaldeeuws-Katholieke Kerk, Maronitische Kerk en Assyrische Kerk van het Oosten. Het grootste deel van de christenen in Syrië is gearabiseerd. Slechts een deel is er in geslaagd om de inheemse Aramese identiteit te behouden. Het gaat hierbij voornamelijk om leden van de Syrisch-Orthodoxe Kerk van Antiochië, de Syrisch-Katholieke Kerk en de inwoners van Maaloula.
Er was een kleine, maar maatschappelijk belangrijke, joodse gemeenschap (circa 1.500 leden) overgebleven met synagoges in Damascus, Aleppo en Kamishli. Sinds de stichting van Israël in 1948 is de joodse populatie in Syrië aanmerkelijk geslonken. In 2010 woonden er naar schatting iets meer dan twintig joden in het land. Er vonden pogroms plaats op de Joodse gemeenschap in Damaskus (1848, 1860, 1890 en 1948), Aleppo (1850, 1875 en 1947) en Homs (1882).
Eeuwenlang en zeker gedurende de twintigste eeuw leefden de verschillende confessionele en godsdienstige groepen vreedzaam naast elkaar en waren de betrekkingen goed. Spanningen met de joodse gemeenschap liepen op na de Zesdaagse Oorlog van 1967. Tijdens de Syrische Burgeroorlog, die begon in 2011, kwam het in Homs en Hama tot sektarisch geweld van de grotendeels soennitische opstandelingen (onder wie salafistische islamistische strijders uit andere landen) tegen alawieten, druzen en christenen, minderheden die als trouwe aanhangers van het bestaande Assad-bewind golden. Evenwel is ook een aanzienlijk deel van de soennitische moslims in Syrië gematigd.

## Economie

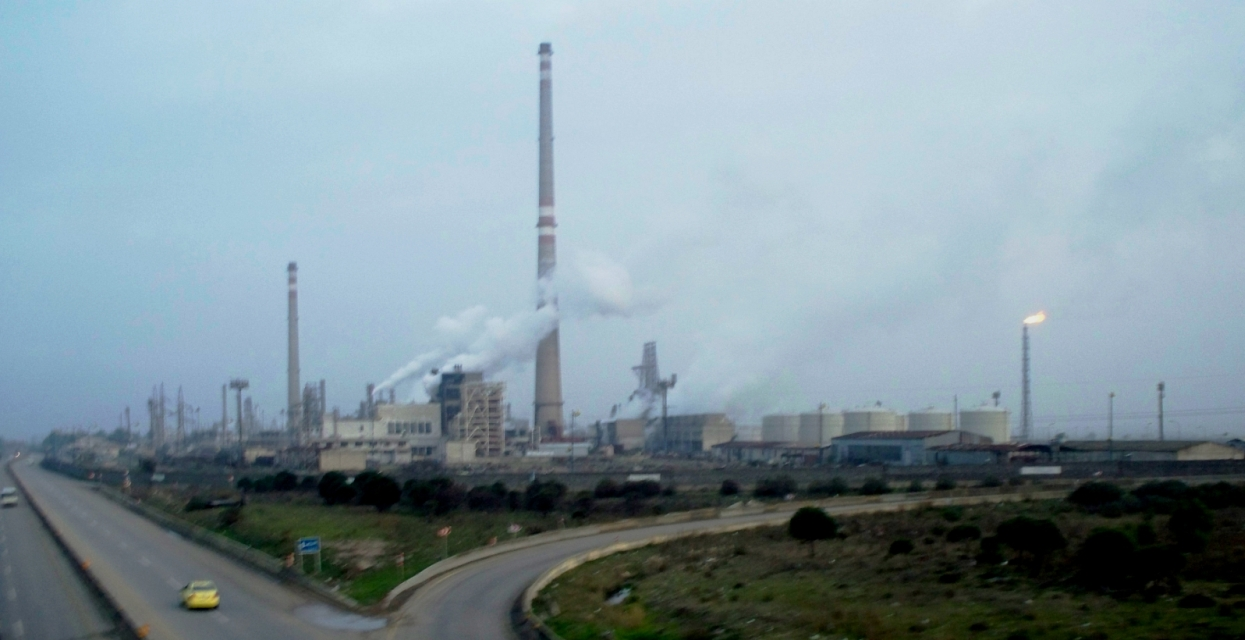
Olieraffinaderij in Homs.

Syrië is geclassificeerd door de Wereldbank als een land met een lagermiddeninkomen. Syrië blijft afhankelijk van de olie- en landbouwsector. De oliesector levert ongeveer 40% van de exportopbrengsten. De landbouwsector is verantwoordelijk voor ongeveer 20 procent van het BBP en 20 procent van de werkgelegenheid. De oliereserves zullen naar verwachting afnemen in de komende jaren en Syrië is al een netto-importeur van olie. In de Syrische kustwateren in de Middellandse Zee is vanaf 2009 een groot aantal gasvelden gevonden. Sinds de burgeroorlog begon, kromp de economie met 35 procent en is de Syrische pond gedaald tot een zesde van zijn vooroorlogse waarde.
De belangrijkste uitvoerproducten van Syrië zijn onder andere ruwe olie, geraffineerde producten, ruwe katoen, kleding, fruit en granen. Het grootste deel van de Syrische invoer van grondstoffen zijn essentieel voor de industrie, auto's, landbouwmachines en zware machines. Voor de burgeroorlog hoopte de regering om nieuwe investeringen in de toeristische, aardgas- en de dienstensector aan te trekken door zijn economie te diversifiëren en de afhankelijkheid van olie en de landbouw te beperken.
De inkomsten uit het toerisme daalden snel na het uitbreken van de burgeroorlog in 2011. De hotelbezettingsgraad daalde van 90 procent voor de oorlog tot minder dan 15 procent in mei 2012.
De Syrische handel met Rusland, Griekenland en (tot de opstand) Turkije was aanzienlijk. Vanouds werd veel exporthandel door Syriërs bedreven via Beiroet in Libanon.
Tijdens de burgeroorlog stortte de olieproductie volledig in.

### Vervoer

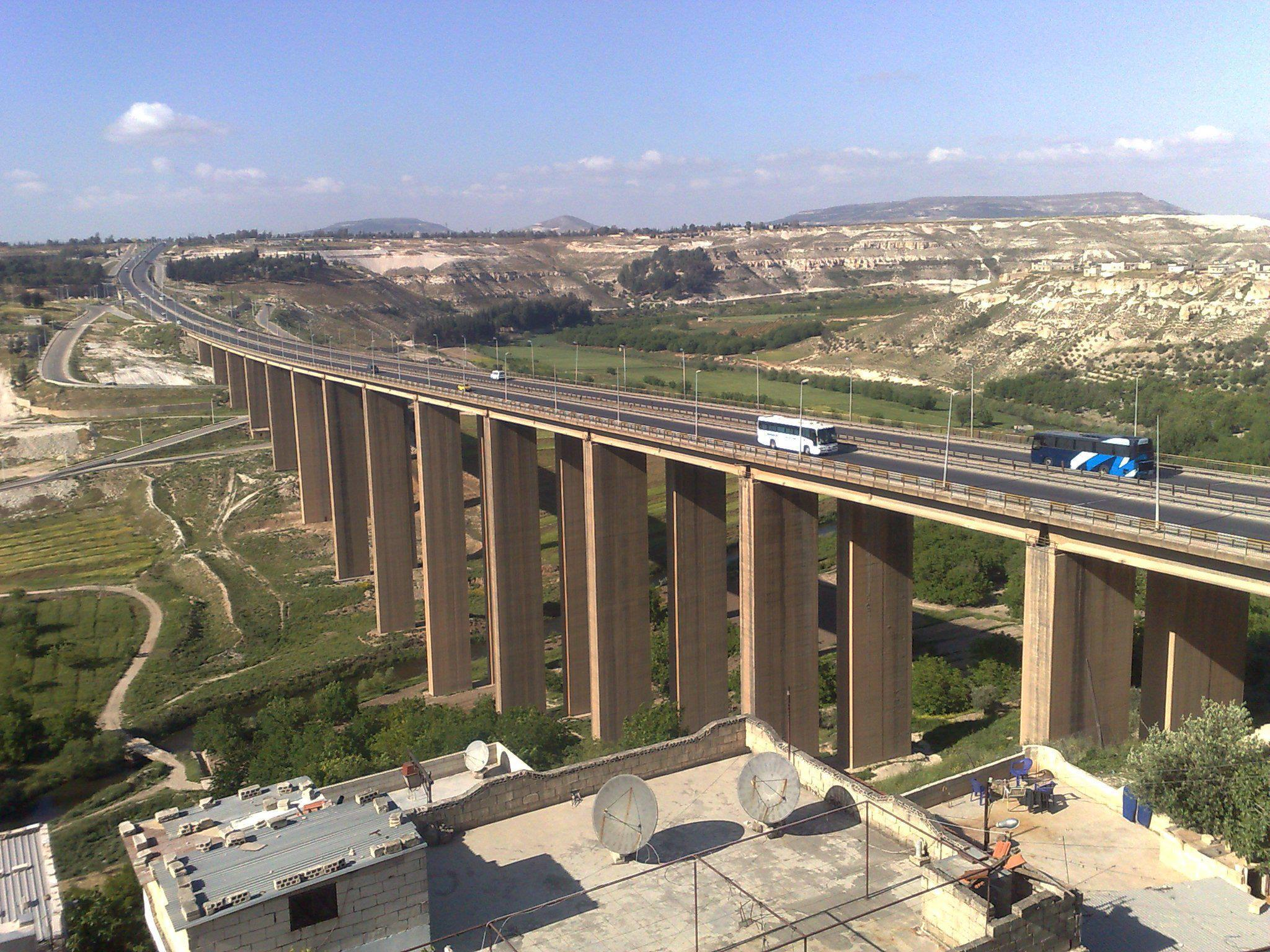
Snelweg M5 nabij Al-Rastan.

Tot aan het uitbreken van de Syrische Burgeroorlog waren er drie internationale luchthavens, in Damascus, Aleppo en Latakia. Die werden door Syrian Air en verschillende buitenlandse maatschappijen gebruikt.
De meerderheid van de Syrische vracht werd tot 2011 door de Chemins de Fer Syriens, de Syrische spoorwegmaatschappij, vervoerd. De spoorwegen sloten op de Turkse Staatsspoorwegen aan. Voor een relatief onderontwikkeld land, werd de spoorweginfrastructuur in Syrië goed onderhouden met veel expresdiensten en moderne treinen.
Het wegennet in Syrië is 69.873 km lang, inclusief 1.103 km snelwegen, het land heeft ook 900 km bevaarbare maar economisch niet significante vaarwegen.

## Bezienswaardigheden en toerisme
Tot 2011 was Syrië vanwege zijn grote cultureel-historische rijkdom een zeer populaire toeristische bestemming. Dat veranderde door het uitbreken van de Syrische Burgeroorlog en later het geweld door IS. Veel van de historische bezienswaardigheden, met name religieuze gebouwen en voorwerpen, worden sinds 2014 door IS vernietigd. Sindsdien geldt er in veel landen een negatief reisadvies voor Syrië.
De belangrijkste historische bezienswaardigheden waren:
- De hoofdstad Damascus, waarschijnlijk de oudste bewoonde stad ter wereld.
- De historische stad Palmyra, in het Arabisch bekend als Tadmoer.
- De historische stad Bosra.
- De historische stad Aleppo.
- Andere steden en dorpen: Ar-Raqqah, Hama, Homs, Izra', Latakia, Ma'loula, Saydnaya.
- Archeologische plaatsen: Ain Dara, Amrit, Apamea, Canatha, Dode steden, Dura Europos, Ebla, Halabiyeh, Hosn Suleiman, Kalb Lose, Mari, Mushabbak, Philopopolis, Qalat Semaan, Resafa, Ugarit.
- Kruisvaardersburchten: Krak des Chevaliers, Burcht van Al Marqab, Burcht van Saladin, Chastel Blanc, Tartous.
- Moskeeën: Grote moskee van Damascus, Grote moskee van Aleppo, Saida Zeinabmoskee.

### Afbeeldingen

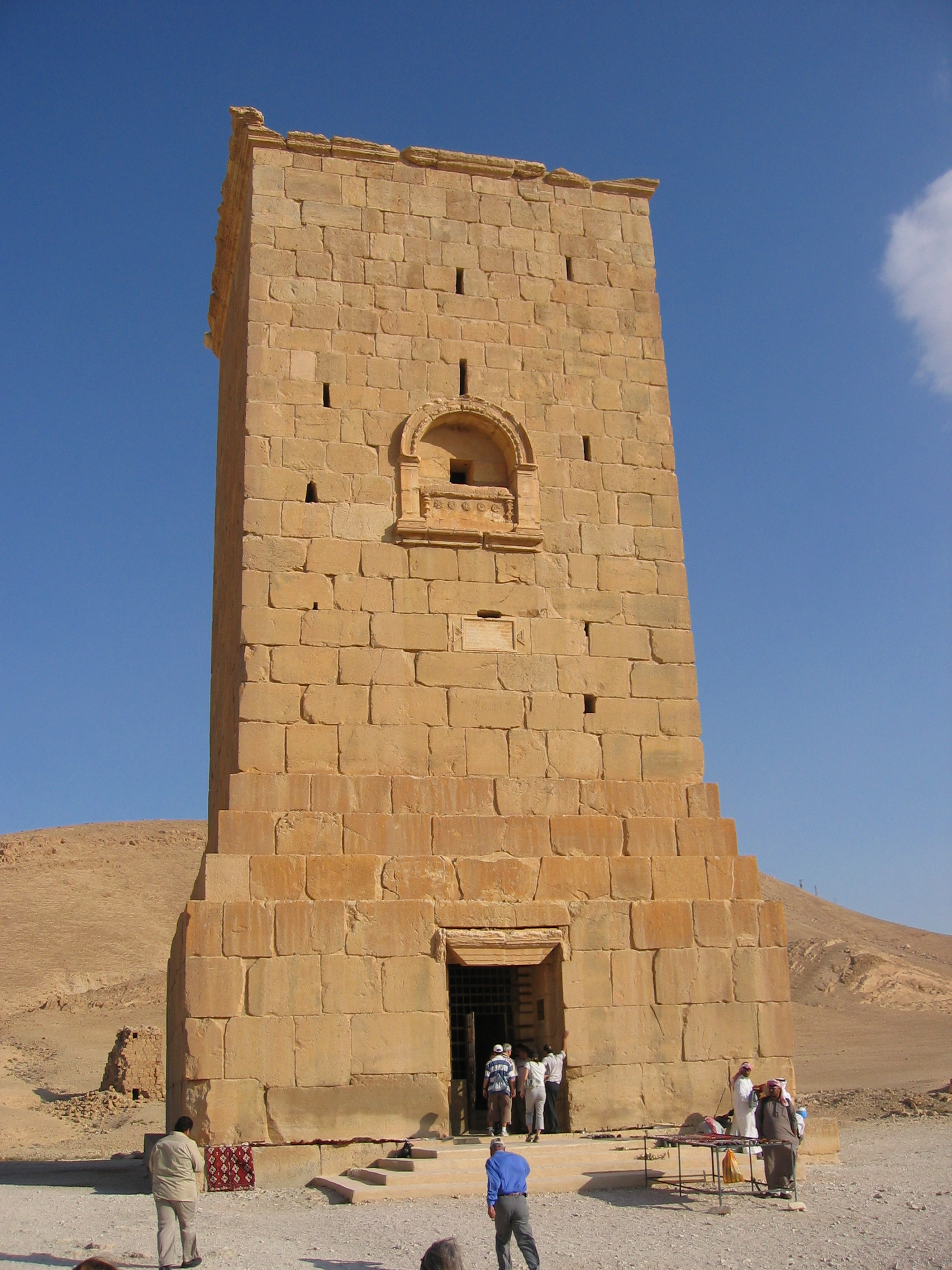
Een torengraf in Palmyra
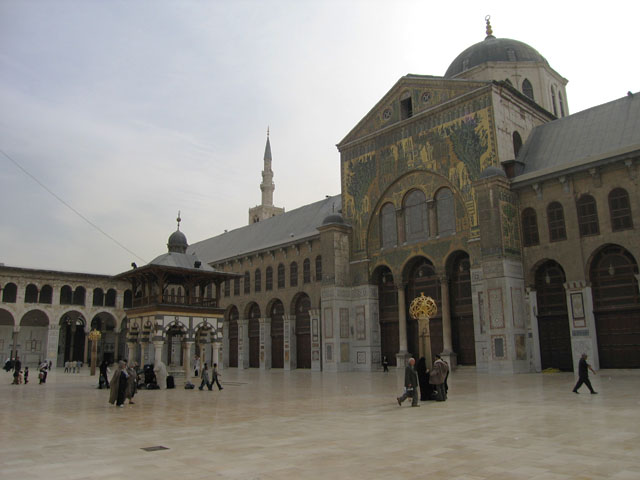
De Grote moskee van Damascus
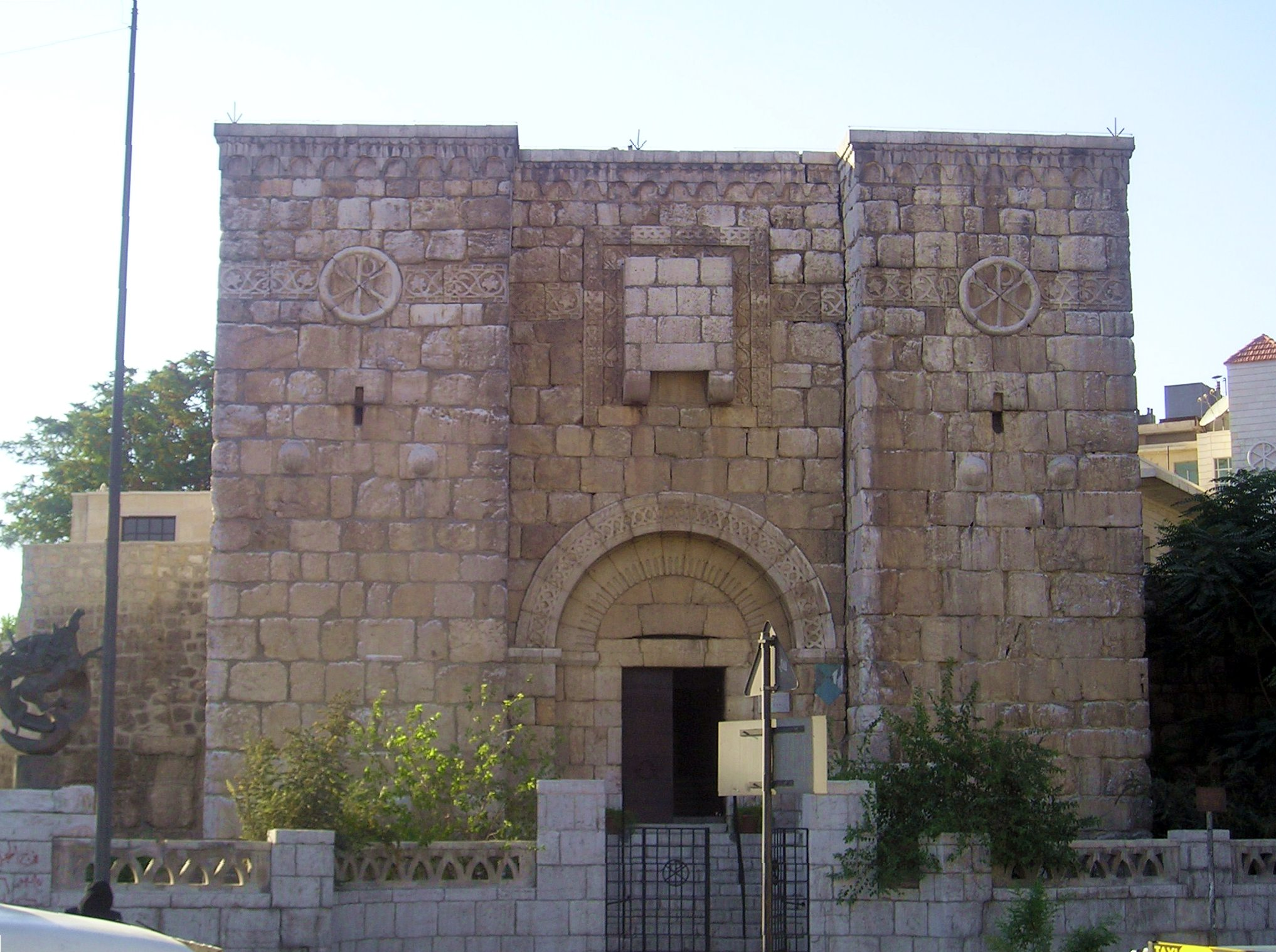
De Paulus-poort in Damascus
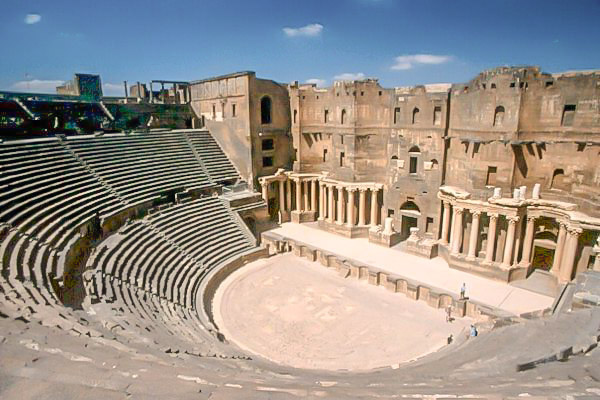
Het Romeinse theater van Bosra
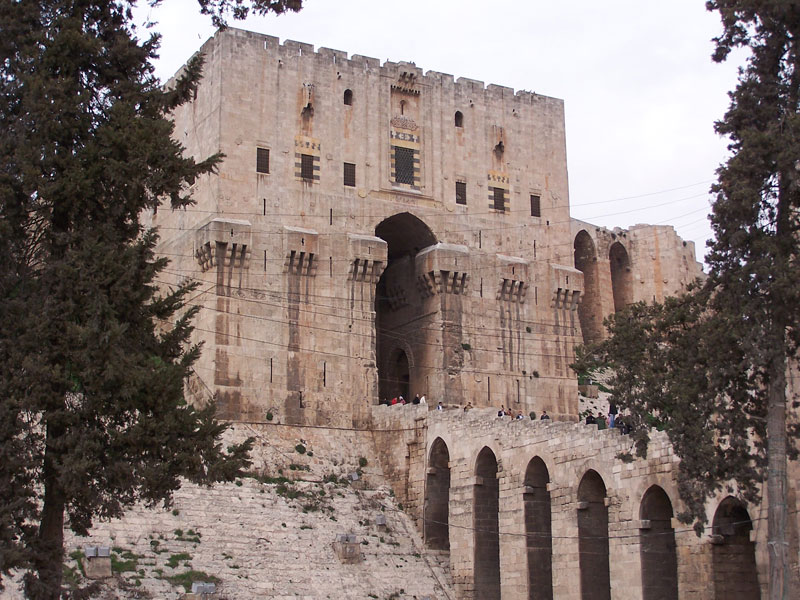
Citadel van Aleppo
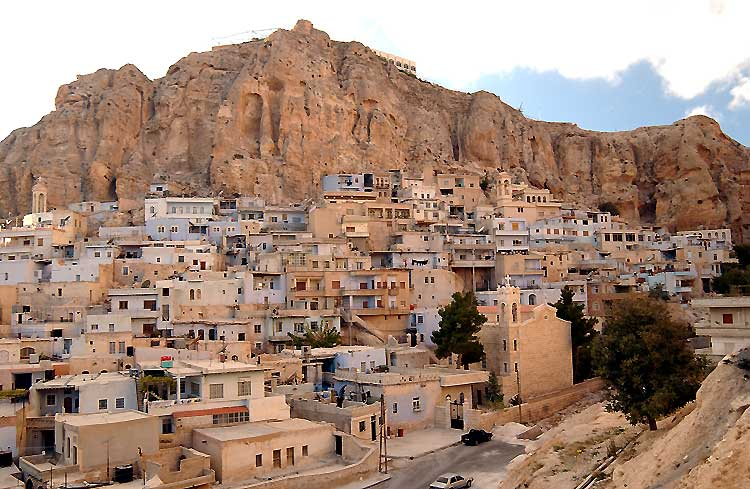
Ma'loula
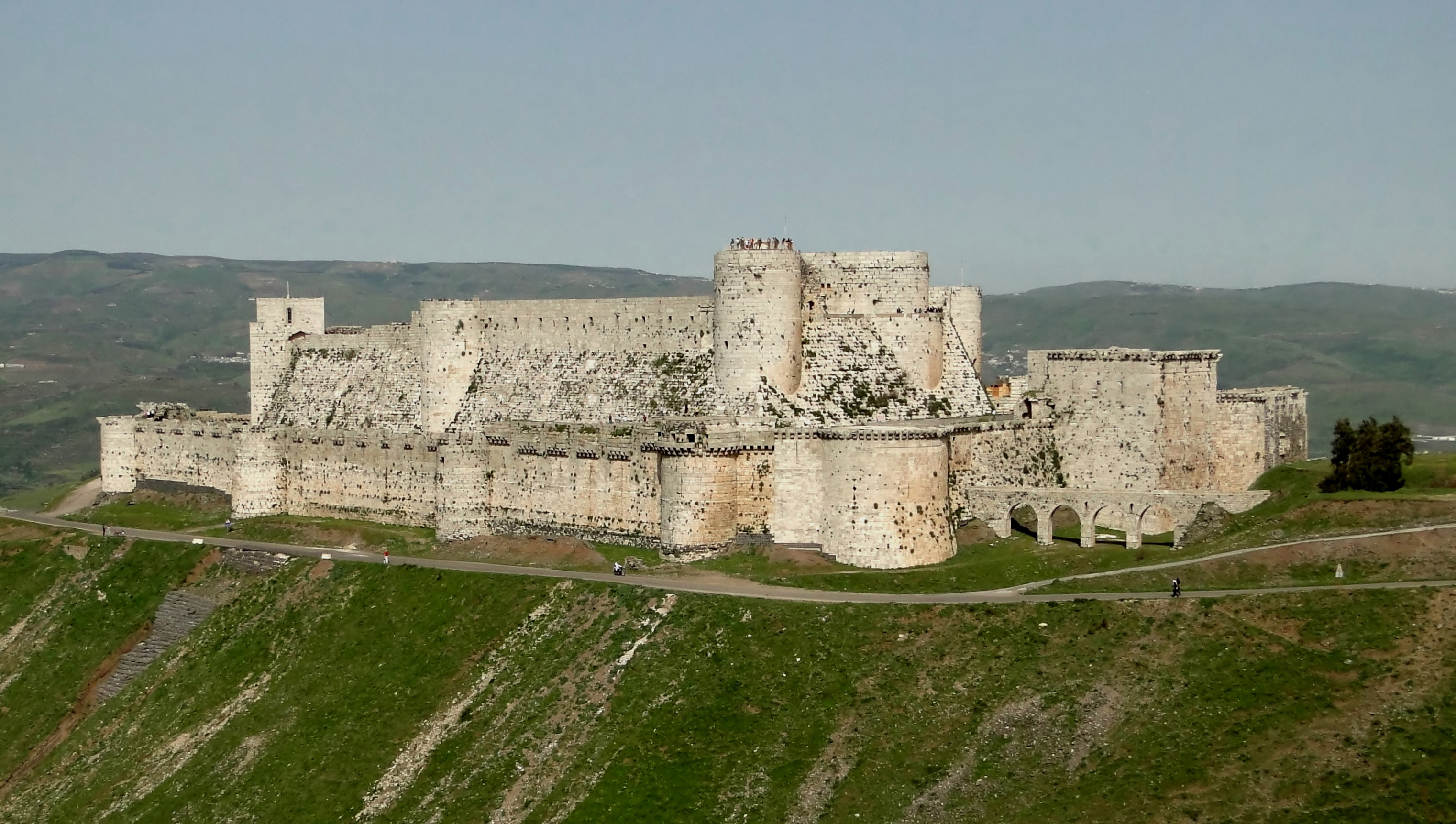
Krak des Chevaliers
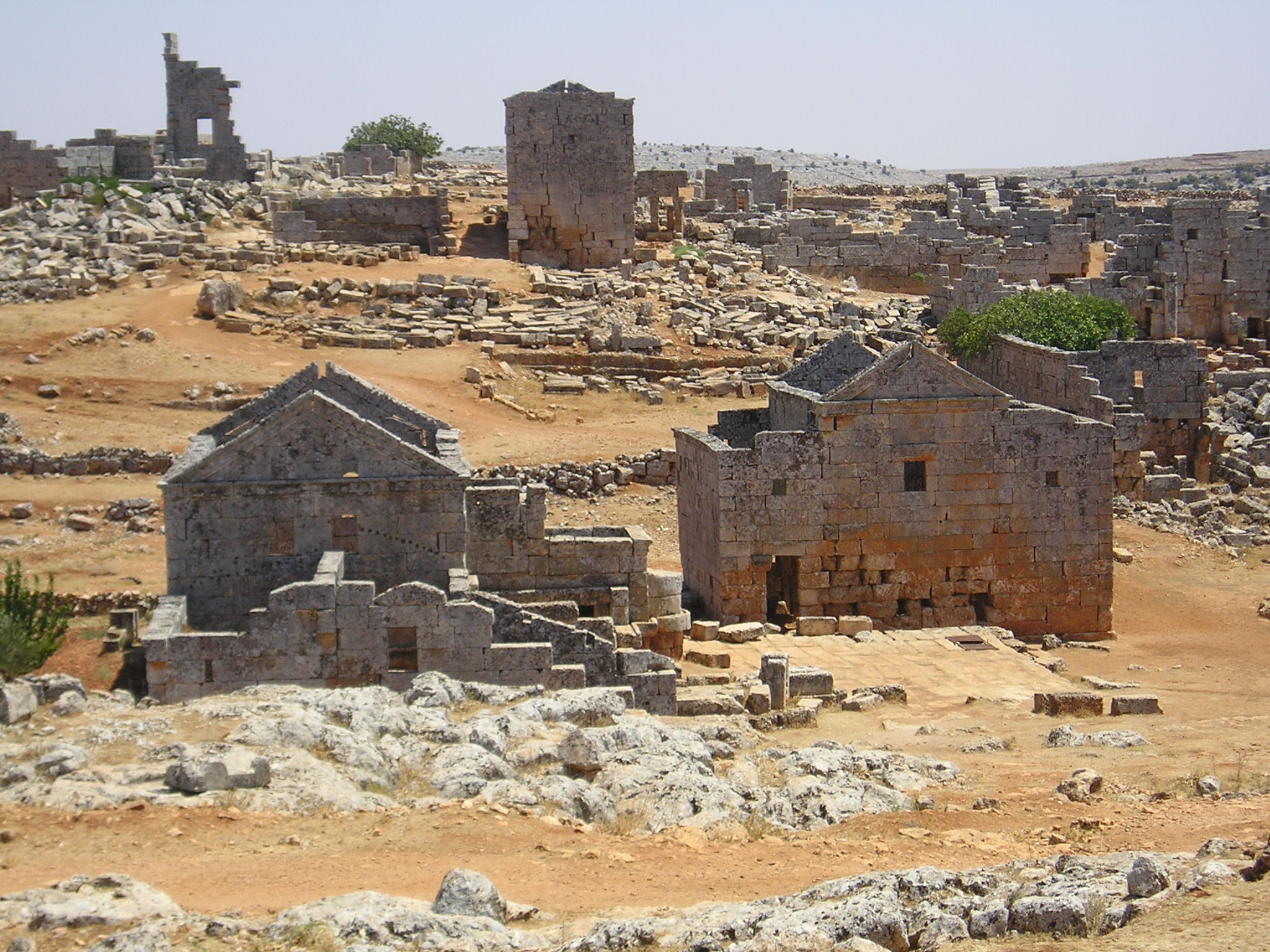
De Dode steden in Syrië
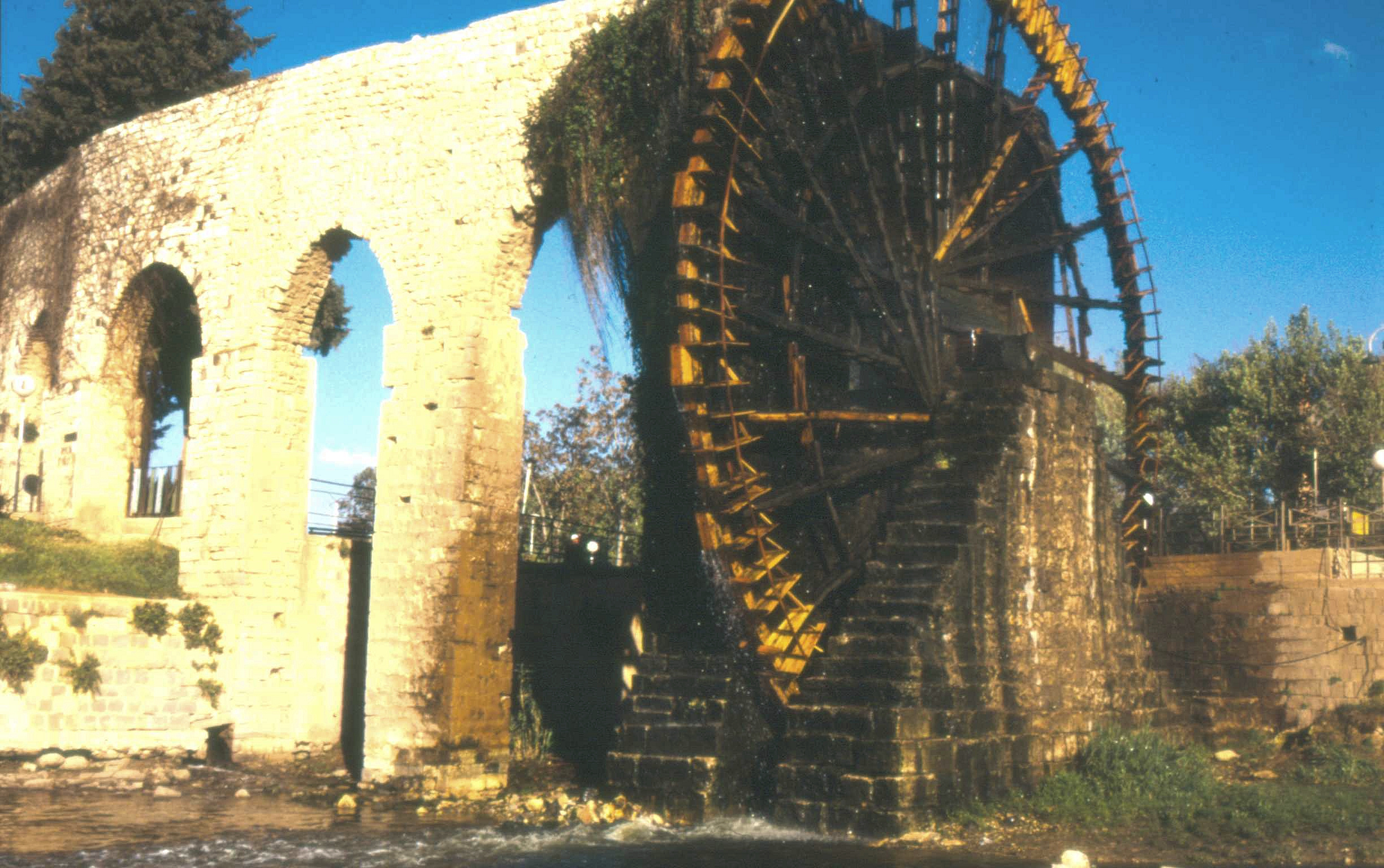
De waterraderen van Hama
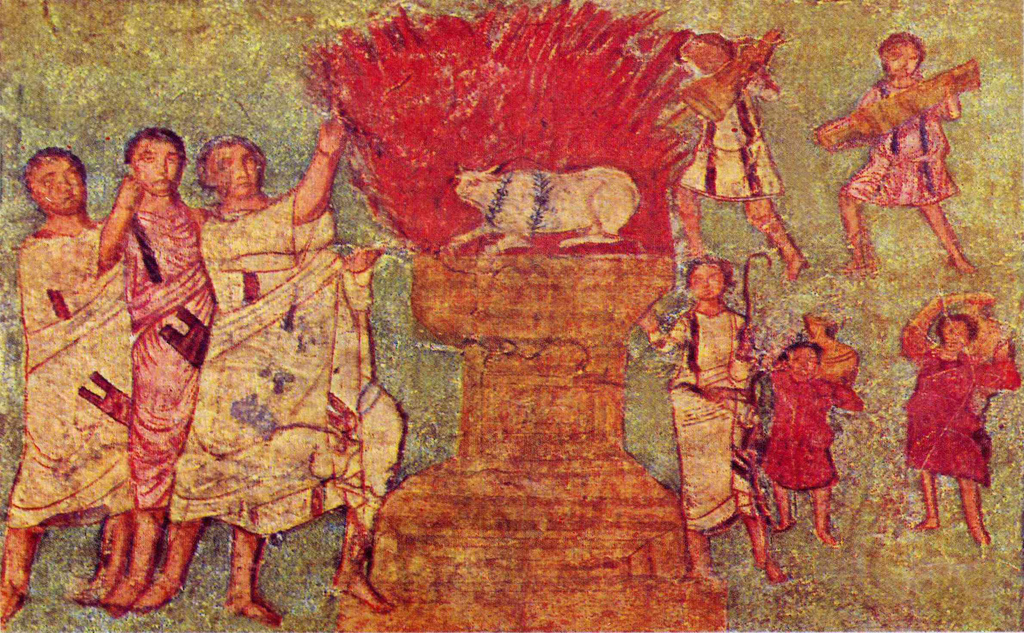
In de 3e-eeuwse synagoge van Dura Europos zijn zeldzame joodse fresco's aangetroffen
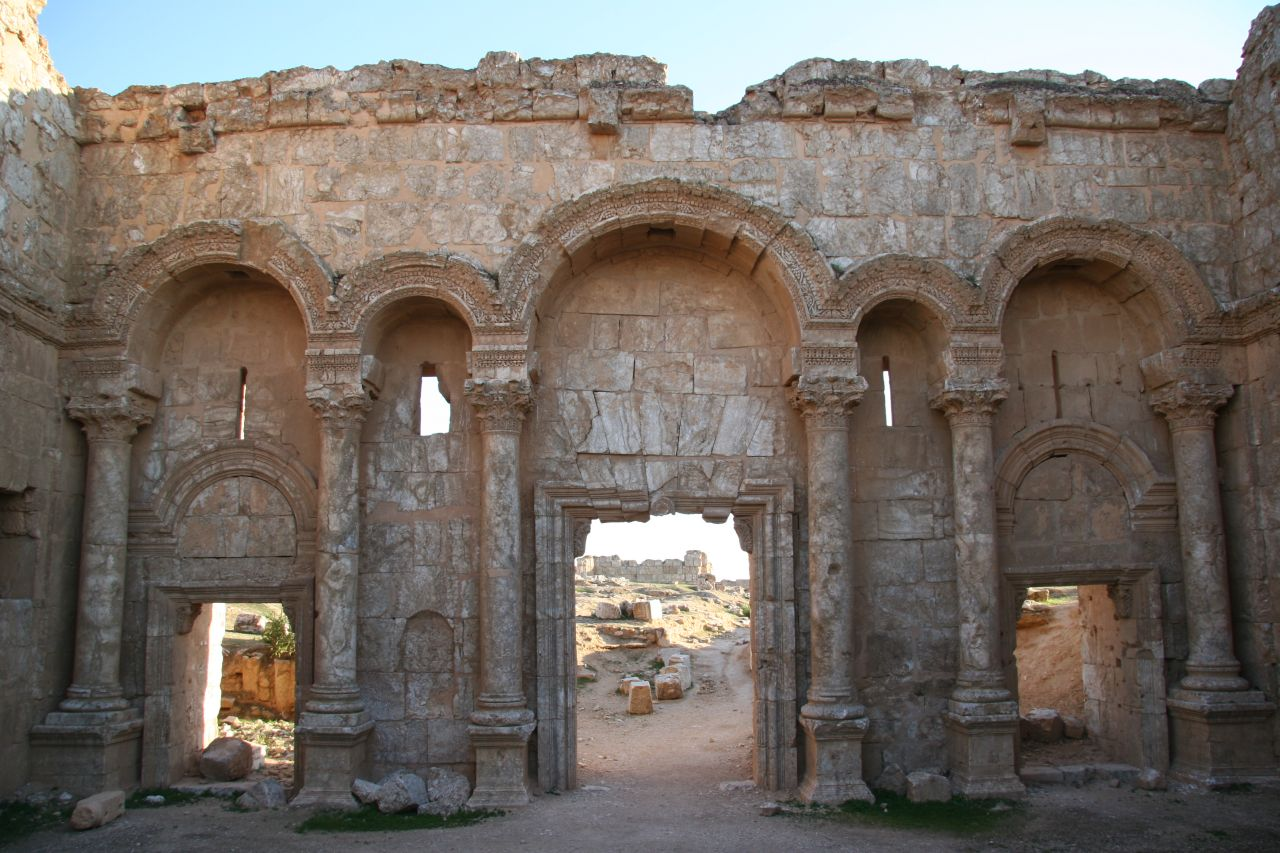
Resafa was een grenspost met het Perzische Rijk
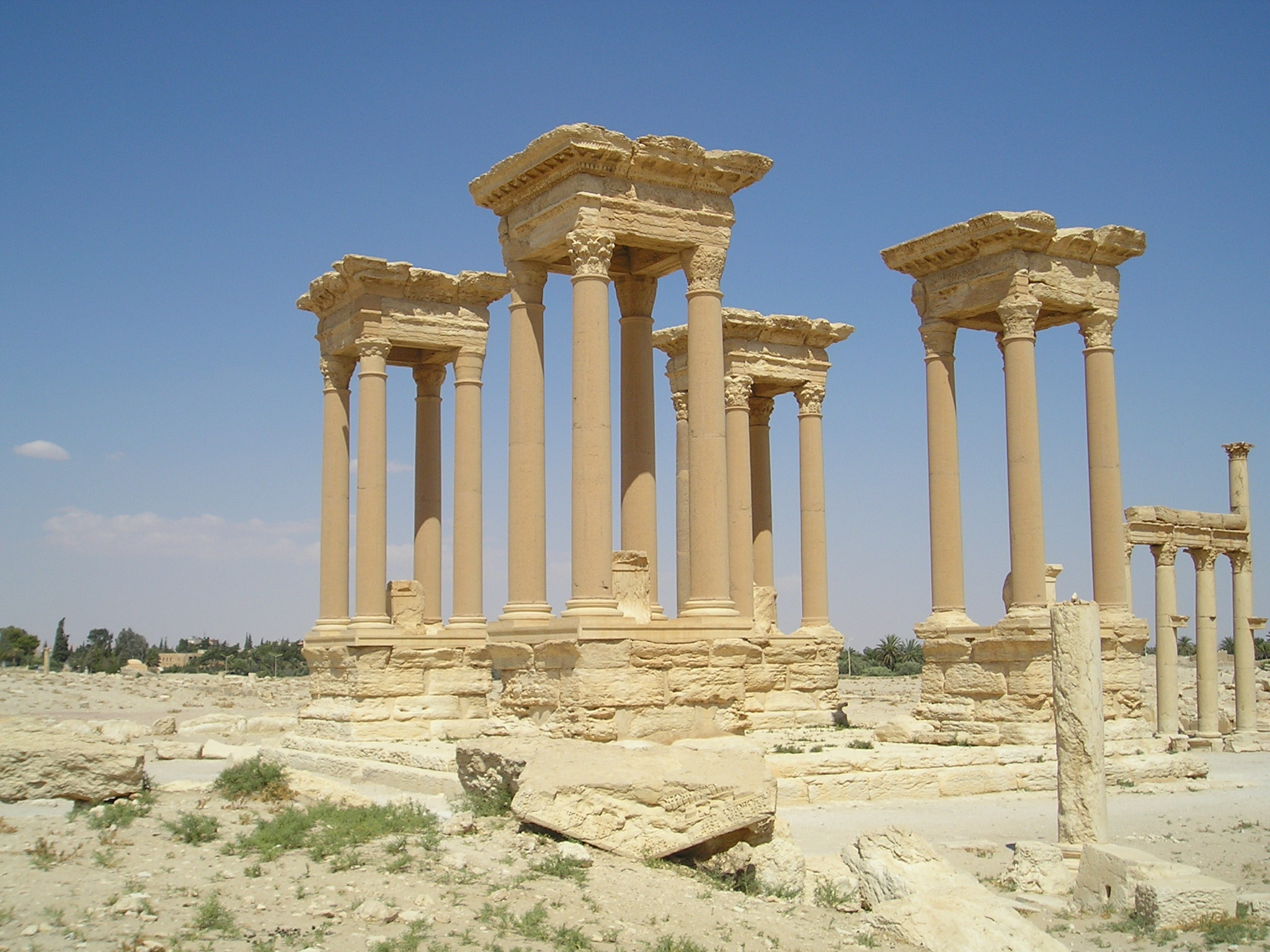
Palmyra: tetrapylon op de kruising van de cardo maximus met de decumanus